# ジェリーフィッシュ (映画)
『ジェリーフィッシュ』（ジェリーフィッシュ、ヘブライ語: מדוזות, フランス語: Meduzot, 英語: Jellyfish）は、2007年のイスラエルの映画。
第60回カンヌ国際映画祭 カメラ・ドール受賞作品。

## 概要
映画は3人の女性の物語によって構成されているが、オムニバス形式ではなく同時並行して描かれ、海をモチーフにしてひとつのストーリーとしてまとまっている。
海からあらわれる5歳の不思議な少女は、悲鳴の他は無言であるが自然な演技を見せており、それがこの映画の魅力のひとつになっている。

## ストーリー
（バティアの物語）
イスラエルのテルアビブで結婚式場のウェイトレスをしているバティアは、自分の気持ちをことばにすることが苦手で、両親とも疎遠な女性である。最近、恋人と別れたばかりで傷心中だった。その上、結婚式場の仕事中に上司から小言を言われ続けて、心に壁を作ってしまう。休みに出かけた浜辺でバティアは海の方角からやって来る、水着すがたに浮き輪をつけた少女と遭遇する。バティアは警察に迷子の少女を連れてゆくが、少女はバティアになついて、ついて来てしまう。
しかたなく、バティアは職場に少女を連れてゆき仕事をしていたが、突然、少女は彼女の前から姿を消してしまう。彼女は必死で少女を探し回るが見つからない。
ある日、道路の向こうで少女の浮き輪が転がっていくのを見た彼女は、追いかけようとして車にはねられてしまう。意識を失っている間、彼女は幼い日の浜辺でアイスキャンディーを売っていたおじさんのことを夢に見る。病院で意識を取り戻した彼女は、病院を抜け出しアパートに戻るが、水漏れでアパートは住めなくなっていた。そこで、彼女は同僚のカメラマン、ナオミの部屋に泊めてもらう。翌日、浜辺近くでナオミとすわっていた彼女は、走ってゆく少女を見かけ、海の中に消えてゆく少女を追いかけ溺れそうになる。それを見たナオミはバティアを海から救い出す。気がついたバティアはナオミが友人としてそばについていてくれることに安心し微笑む。
（ケレンの物語）
花嫁姿のケレンは結婚式の最中、トイレのドアが故障し閉じ込められてしまう。彼女は仕切りを乗り越えたが、着地に失敗し足を骨折してしまう。そのためカリブ海への新婚旅行を断念し、浜辺のホテルで過ごすことになる。
ホテルで過ごしながら、夫のマイケルは海の見える最上階で詩を書いている女性のことを気にかけている。そのことが原因で彼女は夫と口げんかをしてしまう。そこで、彼女も詩を書いて気をまぎらわす。
マイケルは最上階の女性と話しているうちに、女性の最上階の部屋と自分たちの部屋を交換してもらえることになる。ケレンは移った最上階の部屋で自分の詩を取り出そうとして、それが元いた詩人の女性のものであることに気づく。それを読んだケレンは遺書めいた詩であることに驚く。彼女は足のギブスを切り取り、マイケルと共に女性の部屋に急いで行き女性の遺体を発見する。
（ジョイの物語）
フィリピン人女性のジョイは家族から遠くはなれたイスラエルで介護ヘルパーの仕事をしている。受け持っていた高齢の女性が亡くなり、舞台女優のガリアから高齢の母親の世話を依頼される。新たに世話をすることになった女性マルカは気難しい上に、ヘブライ語とドイツ語を話すが英語を話さないのでコミュニケーションに苦労する。しかし、少しずつではあるがジョイは言葉の障害を克服してゆく。
ある日、店頭でおもちゃを見たジョイは、自分の子供のことを想い涙があふれる。その姿を見たマルカは、思わず彼女を抱きしめ心を通わせる。

## キャスト
- サラ・アドラー - バティア（結婚式場のウェイトレス）
- ニコール・レイドマン - 海からあらわれた少女
- ナーマ・ニシム - ナオミ（結婚式場のカメラマン・バティアの同僚）
- ゲラ・サンドラー - マイケル（新婚の花婿）
- ノア・クノラー - ケレン（新婚の花嫁）
- ブルリア・アルベック - 詩人の女性
- マネニータ・デ・ラトーレ - ジョイ（フィリピン人の介護ヘルパー）
- ザハリラ・ハリファイ - マルカ（ジョイが世話する女性）
- イラニット・ベン＝ヤーコフ - ガリア（マルカの娘）

## スタッフ
- 監督 - エトガー・ケレット、シーラ・ゲフェン（英語版）
- 脚本 - シーラ・ゲフェン
- 撮影 - アントワーヌ・エベルレ
- プロダクションデザイン - アヴィ・ファヒマ
- 衣装デザイン - リー・アレンビック
- 音楽 - クリストファー・ボウエン

## 挿入歌
- 「バラ色の人生」 - ニコール・アラル（en:Corinne Allal）